# Miami Lakes
Miami Lakes város az USA Florida államában, Miami-Dade megyében. Lakosainak száma 30 467 fő (2020. április 1.).

## Népesség
A település népességének változása:

| 2010 | 29 361 |
| 2020 | 30 467 |